# بویاو-میکوشه
بویاو-میکوشه (به لهستانی:  Bujały-Mikosze) یک روستا در لهستان است که در گمینا یابووننا لاتسکا واقع شده‌است.